# Mer Hairenik
Mer Hairenik ('la nostra Pàtria') és l'himne nacional d'Armènia. Adoptat l'1 de juliol de 1991, està basat en l'himne de la Primera República Armènia (1918-1920), però amb diferent lletra. Va ser escrit pel poeta Mikael Nalbandian (1829-1866) el 1859 i publicat el 1861, amb música de Barsegh Kanachyan.